# Mark Moissejewitsch Stolberg
Mark Moissejewitsch Stolberg (russisch Марк Моисеевич Стольберг; * 1922 in Rostow am Don; vermisst seit 16. Mai 1942 und vermutlich † in Noworossijsk) war ein russischer Schachspieler.

## Leben
Stolberg, 1938 Stadtmeister von Rostow am Don, qualifizierte sich durch den 1.–2. Platz (mit Edward Gerstenfeld) im Halbfinale der UdSSR-Meisterschaft 1940 zum Finale, wo er den 13.–16. Platz erreichte. Seine dortige Verlustpartie gegen Michail Botwinnik wurde oftmals fälschlich Gideon Ståhlberg zugeschrieben. Zur UdSSR-Meisterschaft 1941, nahm Stolberg an einem Halbfinalturnier teil. Dieses wurde nach neun Runden am 23. Juni 1941 wegen Beginns des Großen Vaterländischen Krieges abgebrochen. Die sowjetischen Meisterschaften wurden erst 1944 wieder aufgenommen.
Stolberg schloss sich einer Kampftruppe an. Die Kriegsteilnahme beendete seine Schachkarriere: Er verschwand am 16. Mai 1942 in Noworossijsk bei einer Schlacht gegen deutsche Streitkräfte am sowjetischen Außenposten Malaja Semlja und wird seitdem vermisst. Es wird allgemein angenommen, dass er gefallen sei.
Nach Berechnung der historischen Elo-Zahl lag er im Juli 1941 auf dem 43. Platz der Weltrangliste. Seine höchste historische Elo-Zahl war laut Chessmetrics 2603 im Februar 1941.